# Sarah Bernhardt
Sarah Bernhardt, pseudoniem van Henriëtte-Rosine Bernardt (Parijs, 22 oktober 1844 – aldaar, 26 maart 1923), was een Frans actrice van Nederlandse afkomst. Ze was misschien wel de beroemdste actrice van haar generatie.

## Levensloop
Bernhardt werd in Parijs geboren als buitenechtelijke dochter van de Nederlandse jetset courtisane Julie Bernardt en een Normandische vader, een advocaat uit Le Havre. Haar grootvader Moritz Bernardt was een berucht Joods koopman in Amsterdam. Haar tantes van moederszijde waren overwegend eveneens courtisanes. Zij allen hadden voor de kleine Rosine amper tot geen tijd, zodat haar opvoeding aan anderen overgelaten werd. Als meisje was zij vaak ziek en bedlegerig, vanaf haar 15e werd dat veel minder. Zij gaf kenbaar non te willen worden in een klooster. Maar het werd het Parijse conservatorium, op aandringen van Charles hertog de Morny; halfbroer van keizer Napoleon III.  
Sarah Bernhardt werd een van de allergrootste actrices van haar tijd en blijft de grootste Franse theaterlegende uit de geschiedenis. Ze trad niet alleen op in Parijs, maar maakte vele tournees rond de wereld en trad op in Londen, New York, Amsterdam en Antwerpen. De Britse schrijver Oscar Wilde zou bij een optreden in Londen lelies aan haar voeten hebben geworpen en haar "The Divine Sarah" (De Goddelijke Sarah) hebben genoemd, hetgeen altijd haar bijnaam bleef. In de Verenigde Staten zei de schrijver Mark Twain: "Er zijn vijf soorten actrices: slechte, redelijke, goede, geweldige. En dan heb je Sarah Bernhardt."
Het bekendst was haar vertolking in La Dame aux Camélias van Alexandre Dumas fils. Op latere leeftijd speelde ze tevens de hoofdrol in een reeks films, waarvan vooral Les Amours de la reine Élisabeth (1912) een wereldwijd succes was. In Amerika werd deze Franse stomme film vertoond als "Queen Elizabeth" en was het de allereerste lange speelfilm die landelijk aldaar werd uitgebracht. Met haar tegenspeler, de 37 jaar jongere Nederlandse acteur Lou Tellegen, had Bernhardt een relatie.
Bernhardt was als meisje van 11 jaar katholiek gedoopt. Als dochter van een Joodse moeder presenteerde ze zich al naar de gelegenheid als joods of katholiek. Tijdens de Dreyfusaffaire benadrukte ze haar joodse kant en ze betuigde in een brief haar steun aan Émile Zola voor zijn geruchtmakend artikel J'accuse...!  in L'Aurore.
Ze had een affaire met een Belgische edelman, Charles-Joseph Eugène Henri Georges Lamoral de Ligne (1837–1914), zoon van Eugène de Ligne (8e prins de Ligne), met wie ze haar enige kind kreeg: zoon Maurice Bernhardt (1864–1928). Maurice werd geen acteur, maar werkte het grootste deel van zijn leven als manager en agent voor diverse theaters en toneelspelers, inclusief zijn moeder.
In 1899 nam ze het prestigieuze Théâtre Lyrique over aan de Place du Châtelet in Parijs. Ze doopte het om in Théâtre Sarah-Bernhardt en speelde er ruim twintig jaar. Ook na haar dood bleef de naam gehandhaafd, behalve tijdens de Tweede Wereldoorlog, toen de naam vanwege haar Joodse afkomst moest verdwijnen. Tegenwoordig is het theater bekend als Théâtre de la Ville - Sarah Bernardt.
Bernhardt overleed in 1923 aan uremie, die volgde op nierfalen. Ze werd 78 jaar oud. Ze ligt begraven op de Parijse begraafplaats Cimetière du Père-Lachaise. Ze heeft een ster op de Hollywood Walk of Fame bij Vine Street 1751.
Haar kleindochter Lysiane Bernhardt (1896-1977) was eveneens actrice en schreef daarnaast onder het pseudoniem M.-T. Bernhard politieromans. Zij was enige tijd getrouwd met de toneelschrijver Louis Verneuil. 
Bernhardt bezat een aanzienlijke verzameling sieraden, die na haar dood verspreid is geraakt. Zij gaf met regelmaat opdracht aan René Lalique om juwelen voor haar te ontwerpen. Beroemd is haar armband uit 1899 in de vorm van een slang, ontworpen door Alphonse Mucha en uitgevoerd door Jean Fouquet. 
In 1876 shockeerde ze de wereld door een lange broek te dragen. Haar "look" werd over de hele wereld, met name Hollywood, gekopieerd. Ze wilde tot het einde indruk maken en liet zich daarom begraven in een roze kist.

## Stukken en rollen
In deze lijst zijn geen hernemingen of speciale voorstellingen opgenomen. 
- 1861: Les Enfants d'Édouard  (Casimir Delavigne), rol van Édouard V.
- 1861: Les Premières Armes de Richelieu (Jean-François-Alfred Bayard, Dumanoir), rol van Richelieu.
- 1862: Iphigénie (Jean-Baptiste Racine), rol van Iphigénie.
- 1862: Valérie (Augustin Eugène Scribe, Anne-Honoré-Joseph Duveyrier genoemd: Mélesville), rol van Valérie.
- 1862: Les Femmes Savantes (Molière), rol van Henriette.
- 1862: L'Étourdi (Molière), rol van Hippolyte.

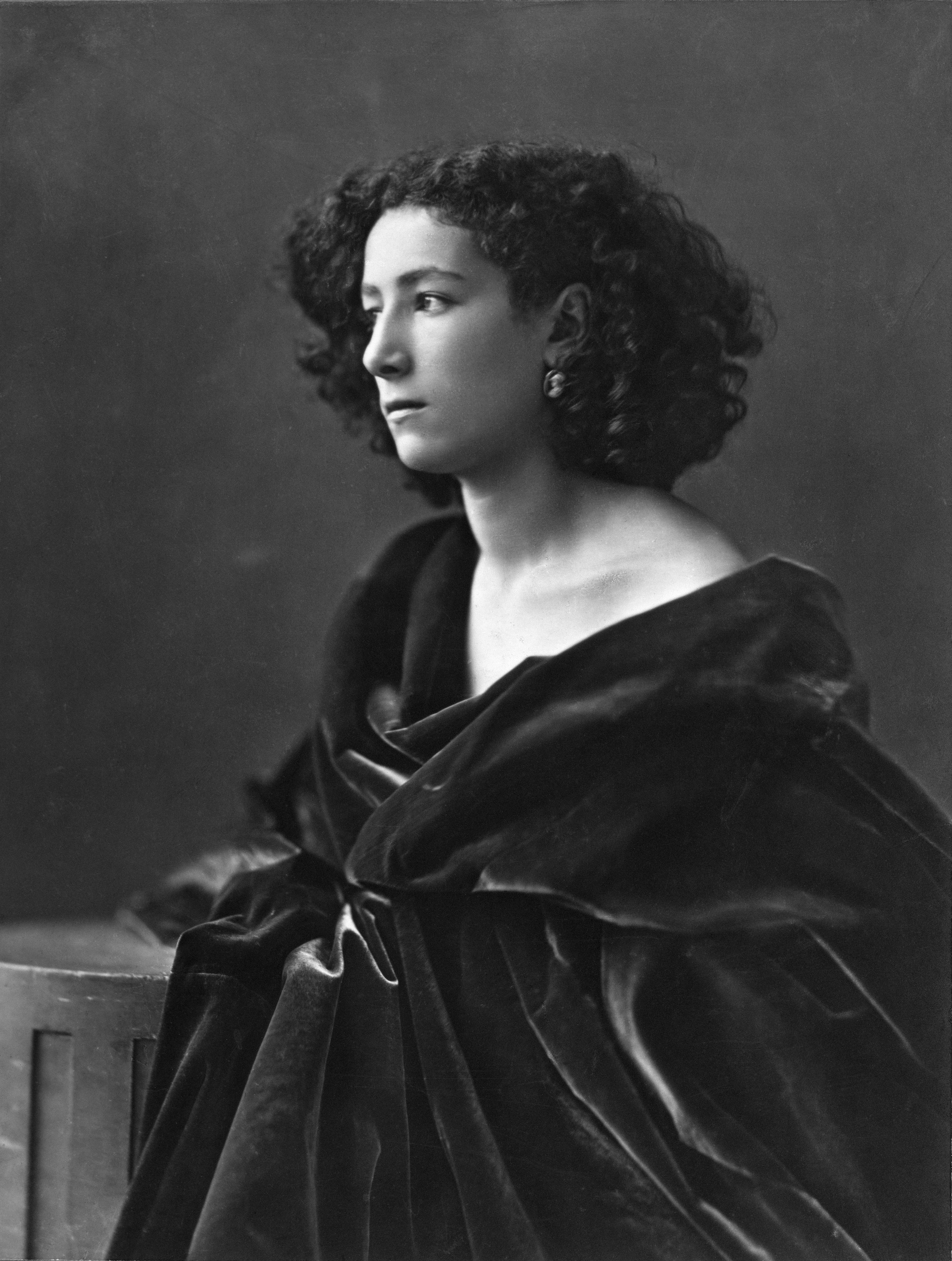
Sarah Bernhardt
(ca.1864), foto door Nadar

- 1864: Le Père de la Debutante (Théaulon, Jean-François-Alfred Bayard), rol van Anita.
- 1864: Le Démon du Jeu (Théodore Barrière, Henri Chrisafulli), rol van Amélie de Villefontaine.
- 1864: La Maison sans Enfants (Pinel Dumanoir), rol van Madame de Rives.
- 1864: L'Étourneau (Jean-François-Alfred Bayard, Léon Laya), in de rol van Anita.
- 1864: Le Premier Pas (Eugène Labiche, Alfred Delacour), in de rol van Clémence.
- 1864: Un Soufflet n'est Jamais Perdu (Jean-François-Alfred Bayard), in de rol van Jeannette.
- 1864: Un Mari qui Lance sa Femme (Eugène Labiche, Raymond Deslandes), rol van prinses Douchinka.
- 1865: La Biche au Bois (Théodore en Hyppolyte Cogniard), rol van Prinses Désirée.
- 1866: Le jeu de l'Amour et du Hasard (Pierre Carlet de Chamblain de Marivaux), rol van Silvia.
- 1866: Phèdre (Jean-Baptiste Racine), rol van Aricie.
- 1867: Les Femmes Savantes (Molière), rol van Armande.
- 1867: Le Roi Lear (William Shakespeare), rol van Cordelia.
- 1867: Athalie (Jean-Baptiste Racine), rol van Zacharie.
- 1867: Le Testament de César Girodot (Adolphe Belot, Edmond Villetard), rol van Hortense.
- 1867: François-le-Champi (George Sand), rol van Mariette.
- 1867: Le Marquis de Villemer (George Sand), rol van Barones d'Arglade.
- 1867: Le Drame de la rue de la Paix (Adolphe Bélot), rol van Julia Vidal.
- 1867: Aux Arrêts (De Boissières), rol van Amélie.
- 1867: Britannicus (Jean-Baptiste Racine), rol van Albine.
- 1867: Le Malade Imaginaire (Molière), rol van Angélique.
- 1867: Le Legs (Pierre Carlet de Chamblain de Marivaux), rol van Hortense.
- 1868: Kean (Dumas père), rol van Anna Damby.
- 1868: La Loterie du Mariage (Jules Barbier), rol van Laure Dufour.
- 1869: Le Passant (François Coppée), rol van Zanetto.
- 1869: Le Bâtard (Alphonse Touroude).
- 1869: La Gloire de Molière (Théodore de Banville).
- 1870: L'Affranchi (Latour de Saint-Ybars), rol van Bérénice.
- 1870: L'Autre (George Sand), rol van Hélène de Mérangis.
- 1871: Fais ce que dois (François Coppée), rol van Marthe.
- 1871: La Baronne (Edouard Foussier, Charles Edmond), rol van Geneviève de Savenay.
- 1871: Jean-Marie (André Theuriet), rol van Thérèse.
- 1872: Mademoiselle Aissé (Louis Bouilhet), rol van Mademoiselle Aissé.
- 1872: Ruy Blas (Victor Hugo), rol van Doña Maira de Neubourg, Koningin van Spanje.
- 1872: Mademoiselle de Belle Isle (Dumas père), rol van Gabrielle, Mademoiselle de Belle-Isle.
- 1872: Le Cid (Pierre Corneille), rol van Chimène.
- 1872: Britannicus (Jean-Baptiste Racine), rol van Junie.
- 1872: Mademoiselle de la Seiglière (Jules Sandeau), rol van Hélène.
- 1873: Le Mariage de Figaro (Pierre-Augustin Caron de Beaumarchais), rol van Chérubin.
- 1873: Dalila (Octave Feuillet), rol van Prinses Falconieri.
- 1873: L'Absent (Eugène Manuel), rol van Mistress Douglas.
- 1873: Chez l'Avovat (Paul Ferrier), rol van Marthe.
- 1873: Andromaque (Jean-Baptiste Racine), rol van Andromaque.
- 1874: Le Sphynx (Octave Feuillet), rol van Berthe de Savigny.
- 1874: La belle Paule (Louis Denayrousse), rol van Henri de Ligniville.
- 1874: Zaïre (Voltaire), rol van Zaïre.
- 1874: Péril en la Demeure (Octave Feuillet), rol van Caroline de la Roseraie.
- 1874: Phèdre (Jean-Baptiste Racine), rol van Phèdre.
- 1875: La Fille de Roland (Henri de Bornier), rol van Berthe.
- 1875: Gabrielle (Émile Augier), rol van Gabrielle.

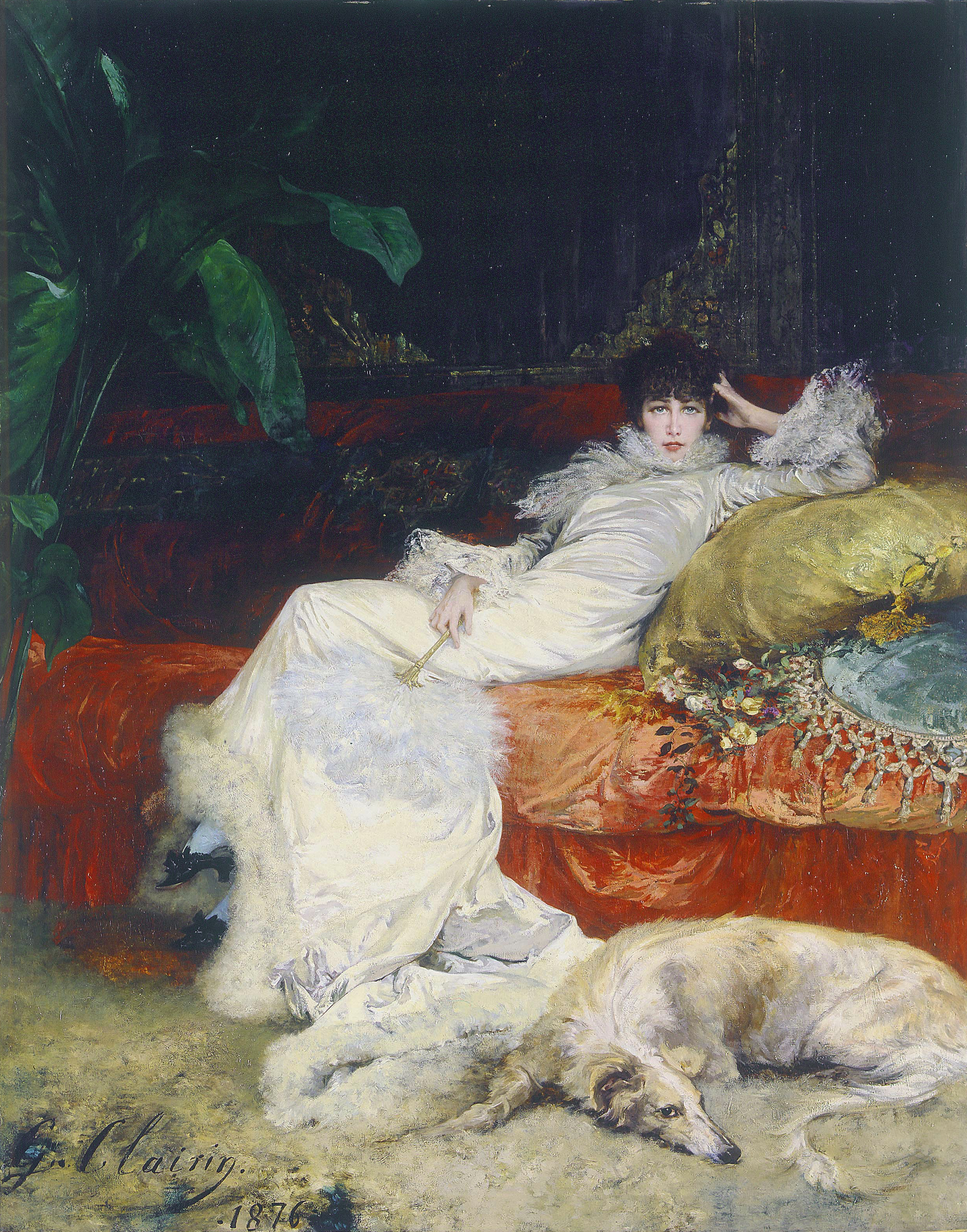
Portret van Sarah Bernhardt
(1876), Georges Clairin, Petit Palais

- 1876: L'Étrangère (Dumas-fils), rol van Mrs. Clarkson.
- 1876: La Nuit de Mai (Alfred de Musset), rol van de Muze.
- 1876: Rome Vaincue (Alexandre Parodi), rol van Posthumia.
- 1877: Hermani (Victor Hugo), rol van Doña Sol.
- 1878: Othello (William Shakespeare, Jean Aicard), rol van Desdemona.
- 1878: Amphitryon (Molière), rol van Alcmène.
- 1879: Mithridate (Jean-Baptiste Racine), rol van Monime.

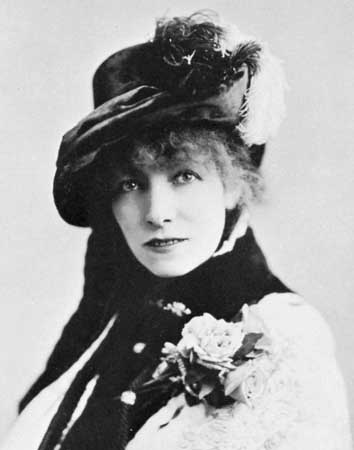
Sarah Bernhardt
(1880), foto van Napoleon Sarony

- 1880: L'Aventurière (Emile Augier), rol van Doña Clorinde.
- 1880: Le Sphynx (Octave Feuillet), rol van Blanche de Chelles.
- 1880: Adrienne Lecouvreur (Augustin Eugène Scribe, Ernest Legouvé), rol van Adrienne Lecouvreur.
- 1880: Froufrou (Henri Meilhac, Ludovic Halévy), rol van Gilberte Brigard (Froufrou).
- 1880: La Dame aux Camélias (Alexandre Dumas-fils), rol van Marguerite Gautier.
- 1881: La Princesse Georges (Alexandre Dumas-fils), rol van Sévérine.
- 1882: Fédora (Victorien Sardou), rol van Fédora.

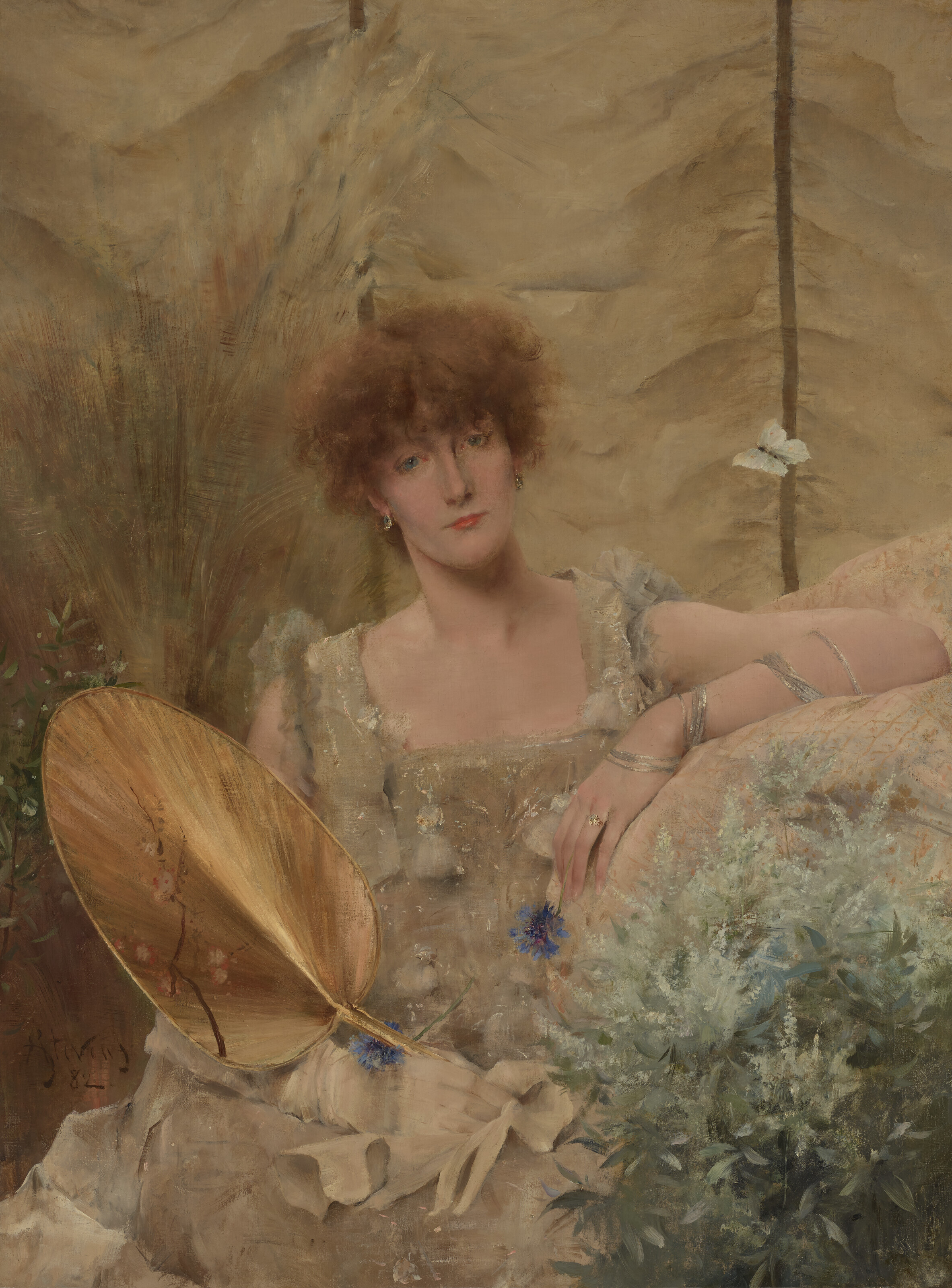
Sarah Bernhardt geschilderd door Alfred Stevens als Fédora in het gelijknamige toneelstuk van Victorien Sardou (1882)

- 1882: Les Faux Ménages (Pailleron), rol van Esther.
- 1883: Nana-Sahib (Jean Richepin), rol van Djamma.
- 1883: Pierrot Assassin (Jean Richepin), rol van Pierrot.
- 1884: Macbeth (William Shakespeare, Jean Richepin), rol van Lady Macbeth.
- 1884: Théodora (Victorien Sardou), rol van Théodora.
- 1885: Marion Delorme (Victor Hugo), rol van Marion Delorme.
- 1886: Hamlet (William Shakespeare, Cressonois, Samson), rol van Ophelia.
- 1886: Le Maître de Forges (Georges Ohnet), rol van Claire de Beaulieu.
- 1886: L'Aveu (Sarah Bernhardt), rol van Comtesse Marthe de Rocca.
- 1887: La Tosca (Victorien Sardou), rol van Floria Tosca.
- 1888: Francillon (Alexandre Dumas-fils), rol van Francine de Riverolles.
- 1889: Léna (Pierre Berton, F.C. Phillips), rol van Léna.
- 1890: Jeanne d'Arc (Jules Barbier), rol van Jeanne d'Arc.
- 1890: Cléopâtre (Victorien Sardou, Emile Moreau), rol van Cléopâtre. (Gebaseerd op Antoine et Cléopâtre van William Shakespeare)
- 1890: La Passion (Edmond Haraucourt).
- 1891: Gringoire (Théodore de Banville).
- 1891: La Dame de Chalant (Giuseppe Giacosa), rol van Gringoire.
- 1892: Léah (Albert Darmont), rol van Léah.
- 1892: On ne Badine pas avec l'Amour (Alfred de Musset), rol van Camille.
- 1892: Pauline Blanchard (Albert Darmont, Alfred Humblot), rol van Pauline.
- 1893: Les Rois (Jules Lemaître), rol van prinses Wilhelmine.
- 1894: Izeyl (Eugène Morand, Armand Silvestre), rol van Izeyl.
- 1894: La femme de Claude (Alexandre Dumas-fils), rol van Césarine.
- 1894: Gismonda (Victorien Sardou), rol van Gismonda.
- 1895: Amphytrion (Molière).
- 1895: Magda (Herman Sudermann), rol van Magda.
- 1895: La Princesse Lointaine (Edmond Rostand), rol van Mélissinde.
- 1896: Lorenzaccio (Alfred de Musset, bewerking Armand d'Artois), rol van Lorenzaccio (Lorenzo de Médicis).
- 1897: Spiritisme (Victorien Sardou), rol van Simone.
- 1897: La Samaritaine (Edmond Rostand), rol van Photine.
- 1897: Les Mauvais Bergers (Octave Mirbeau), rol van Madeleine.
- 1898: La Ville Morte (Gabriele d'Annunzio), rol van Anne.
- 1898: Lysiane (Romain Coölus), rol van Lysiane de La Lauraye.
- 1898: Medée (Catulle Mendès), rol van Medée.
- 1899: Hamlet (William Shakespeare, Marcel Schwob, Eugène Morand), rol van Hamlet.
- 1900: L'Aiglon (Edmond Rostand), rol van Franz, Duc de Reichstadt.
- 1900: Cyrano de Bergerac (Edmond Rostand), rol van Roxane.
- 1900: L'Étincelle (Edouard Pailleron), rol van Léonie de Rénat.
- 1901: La pluie et le beau Temps (Léon Gozlan), rol van de barones.
- 1901: Les Précieuses Ridicules (Molière), rol van Madelon.
- 1902: Francesca da Rimini (Francis Marion Crawford, Marcel Schwob), rol van Francesca da Rimini.
- 1902: Sapho (Alphonse Daudet), rol van Fanny Legrand.
- 1902: Théroigne de Méricourt (Paul Hervieu), rol van Théroigne de Méricourt.
- 1903: Andromaque (Jean-Baptiste Racine), rol van Hermione.
- 1903: Circé (Charles Richet), rol van Circé.
- 1903: Bohèmos (Miguel Zamacoïs).
- 1903: Werther (Goethe, Pierre Decourcelle), rol van Werther.
- 1903: Plus que reine (Emile Bergerat), rol van Joséphine.
- 1903: La Légende du coeur (Aicard), rol van Cabestaing.
- 1903: Jeanne Wedekind (Filippi, Krauss), rol van Jeanne Wedekind.
- 1903: La sorcière (Victorien Sardou), rol van Zoraya.
- 1904: Le Festin de la Mort (Marquis Antoine de Castellane), rol van Madame de Maujourdain.
- 1904: Varennes (Henri Lavedan, Georges Lenôtre), rol van Marie-Antoinette.
- 1905: Angelo, tyran de Padoue (Victor Hugo), rol van Thisbé.
- 1905: Esther (Jean-Baptiste Racine), rol van Assuérus.
- 1905: Pelléas et Mélisande (Maurice Maeterlinck), rol van Pelléas.
- 1905: Adrienne Lecouvreur (Sarah Bernhardt), rol van Adrienne.
- 1906: La Dame de la Mer (Hendrik Ibsen), rol van Ellida Wangel.
- 1906: La Vierge d'Avila (Catulle Mendès), rol van Sainte Thérèse (Thérèse d'Avila).
- 1907: Les Bouffons (Miguel Zamacoïs), rol van Jacasse.
- 1907: Le Réveil (Paul Hervieu), rol van Thérèse de Mégée.
- 1907: Le Vert-Galant (Emile Moreau), rol van koningin Margot.
- 1907: La Belle au Bois Dormant (Jean Richepin, Henri Cain), rol van prins Charming (Poète Landry).
- 1908: La Courtisane de Corinthe (Michel Carré, Paul Bilhaud), rol van Cléonice.
- 1908: La Passé (Georges de PortoRiche), rol van Dominique Brienne.
- 1909: La Nuit de Mai (Alfred de Musset), rol van de poëet.
- 1909: La fille de Rabenstein (Remon).
- 1909: Le Procès de Jeanne d'Arc (Émile Moreau), rol van Jeanne d'Arc.
- 1909: Cyrano de Bergerac (Edmond Rostand), rol van Cyrano.
- 1910: La Beffa (Sem Binelli, bewerking Jean Richepin), rol van Gianetto Malespini.
- 1910: La Femme X (Alexandre Bisson), rol van Jacqueline.
- 1910: Judas (John De Kay, Chassagne), rol van Judas.
- 1911: Lucrèce Borgia (Victor Hugo), rol van Lucrèce Borgia.
- 1911: Soeur Béatrice (Maurice Maeterlinck), rol van Béatrice.
- 1911: Tartuffe (Molière), rol van Dorine.
- 1912: La Reine Elizabeth (Emile Moreau), rol van koningin Elizabeth.
- 1912: Une Nuit de Noël sous le terreur (Maurice Bernhardt, Henri Cain), rol van Marion.
- 1913: Jeanne Doré (Tristan Bernard), rol van Jeanne Doré.
- 1914: Tout à Coup (Paul en Guy de Cassagnac), rol van Markies de Chalonne.
- 1915: Les Cathédrales (Eugène Morand), rol van Strasbourg.
- 1916: La Mort de Cléopâtre (Maurice Bernhardt, Henri Cain), rol van Cléopatra.
- 1916: L'Holocauste (Sarah Bernhardt), rol van de hertogin.
- 1916: Du Théatre au Champ d'Honneur (een onbekende Franse soldaat), rol van Marc Bertrand.
- 1916: Vitrail (René Fauchois), rol van Violaine.
- 1916: Hécube (Maurice Bernhardt, René Chavance), rol van Hécube.
- 1916: Le Faux Modèle (Edouard Daurelly), rol van Madeleine.
- 1916: Le Marchand de Venise (William Shakespeare), rol van Portia.
- 1916: L'Étoile dans la Nuit (Henri Cain), rol van Jane de Mauduit.
- 1919: La Fée d'Alsace (Auguste Villeroy)
- 1920: Athalie (Jean-Baptiste Racine), rol van Athalie.
- 1920: Daniel (Louis Verneuil), rol van Daniel Arnault.
- 1920: Comment on écrit l'Histoire (Sacha Guitry), rol van Mariette.
- 1921: La Gloire (Maurice Rostand), rol van La Gloire.
- 1922: Régine Armand (Louis Verneuil), rol van Régine Armand.
- 1922: La Mort de Molière (Maurice Rostand), rol van "La douleur" (De pijn).

## Filmografie

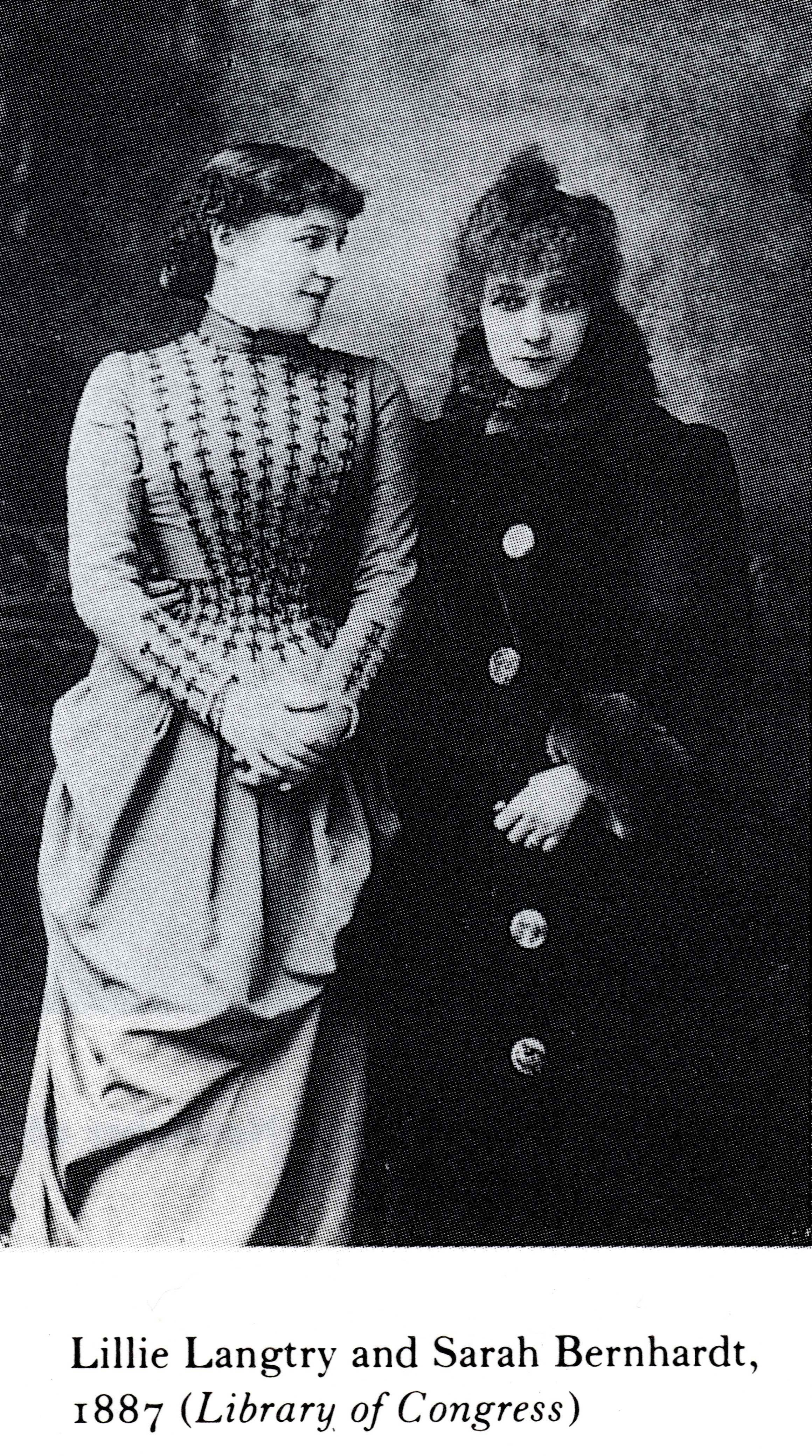
Sarah Bernhardt met Lillie Langtry in 1887

- 1900: Le Duel d'Hamlet (William Shakespeare), regie Clément Maurice. Sarah Bernhardt in de rol van Hamlet.
- 1908: La Tosca (André Calmettes, Victorien Sardou), regie Charles Le Bargy, André Calmettes. Een knieblessure tijdens de opname was aanleiding tot amputatie van haar been. De film werd nooit uitgebracht.
- 1912: La Dame aux Camélias (Camille) (Alexandre Dumas fils, Henri Pouctal), regie André Calmettes, Henri Pouctal. Sarah Bernhardt in de rol van Camille (Marguerite Gauthier).
- 1912: La Reine Élisabeth (Émile Moreau), regie Henri Desfontaines, Louis Mercanton. Sarah Bernhardt in de rol van Koningin Elisabeth I.
- 1912: Sarah Bernhardt à Belle-Isle. Sarah Bernhardt speelt zichzelf.
- 1913: Adrienne Lecouvreur (Ernest Legouve, Eugène Scribe), regie Henri Desfontaines, Louis Mercanton. Sarah Bernhardt in de rol van Adrienne Lecouvreur.
- 1915: Ceux de chez nous (biografisch)
- 1915: Jeanne Doré (Tristan Bernard), regie René Hervil, Louis Mercanton. Sarah Bernhardt in de rol van Jeanne Doré.
- 1917: Mères Françaises (Jean Richepin), regie René Hervil, Louis Mercanton. Sarah Bernhardt als verpleegster van het Rode Kruis.
- 1923: La Voyante (Sacha Guitry), regie Leon Abrams, Louis Mercanton. Sarah Bernhardt overleed tijdens de opname en haar rol werd overgenomen door Jeanne Brindeau (post-mortem double).

## Boeken
In deze lijst zijn enkel de oorspronkelijke uitgaven opgenomen (geen vertalingen).
- 1878: Dans les Nuages (Charpentier, Parijs)
- 1888: L'Aveu (Ollendorff, Parijs)
- 1907: Adrienne Lecouvreur (Fasquelle, Parijs)
- 1907: Ma Double vie (Fasquelle, Parijs)
- 1911: Un Cœur d'homme (Fasquelle, Parijs)
- 1920: Petite idole (Roman, Parijs)
- 1923: L'Art du Théâtre (Éditions Nilsson, Parijs)

## Trivia
- Sarah Bernhardt staat centraal in het Lucky Luke-stripalbum Sarah Bernhardt.
- Naar Sarah Bernhardt zijn een aantal pioenrozen vernoemd. De normale Sarah Bernhardt (roze), de Red Sarah Bernhardt en de White Sarah Bernhardt.

- Bibsys: 90157992
- Biblioteca Nacional de Chile: 000271982
- Biblioteca Nacional de España: XX972653
- Bibliothèque nationale de France: cb11891564d (data)
- Catàleg d'autoritats de noms i títols de Catalunya: 981058520679906706
- CiNii: DA05294270
- Digitale Bibliotheek voor de Nederlandse Letteren: bern078
- Gemeinsame Normdatei: 118509896
- International Standard Name Identifier: 0000 0003 6863 4272
- KulturNav: d95b8291-d12d-4bf6-8b04-b69b647aceab
- Library of Congress Control Number: n80057050
- Nationale Bibliotheek van Letland: 000153292
- Base Léonore: LH//2457/62
- MusicBrainz: 3db2adb7-5363-4b72-bc2f-e66c1e45e99a
- Bibliotheek van het Japanse parlement: 00620359
- Nationale Bibliotheek van Tsjechië: jn20000700162
- Nationale bibliotheek van Australië: 35017945
- Nationale Bibliotheek van Israël: 987007307539005171
- Nationale Bibliotheek van Polen: a0000001192560
- Nederlandse Thesaurus van Auteursnamen: 070278458
- RKD-Nederlands Instituut voor Kunstgeschiedenis: 209830
- Istituto Centrale per il Catalogo Unico: TO0V074507
- LIBRIS: 40493
- SNAC: w6js9vh6
- Système universitaire de documentation: 026722801
- Museum of New Zealand Te Papa Tongarewa: 37374
- Trove: 792455
- Union List of Artist Names: 500167455
- Virtual International Authority File: 68925417
- WorldCat: E39PBJhXbpwJ7xbWq6MkJ6dhHC